# ロイヤルデルタ
ロイヤルデルタ (Royal Delta) はアメリカ合衆国の競走馬。主な勝ち鞍は2011年・2012年のブリーダーズカップ・レディーズクラシック、2011年のアラバマステークス、2012年のベルデイムステークス、2013年のデラウェアハンデキャップ、パーソナルエンスンハンデキャップなど。エクリプス賞には2011年に最優秀3歳牝馬、2012年と2013年は最優秀古牝馬で選出された。

## 現役時代
- 特記事項なき場合、本節の出典はEQIBASE[1]

2008年2月2日に誕生。オーナーブリーダーであるPalides Investments NV Inc所有の競走馬となる。ウィリアム・モット(William Mott)厩舎に入厩し、2010年10月30日にベルモントパーク競馬場のメイドン競走でデビューし1着。2走目ブラックタイプ競走の三コースとステークスは9着に終わったものの、3走目のアローワンス競走で2勝目を挙げ、続くブラックアイドスーザンステークスで重賞初制覇。G1競走初出走のコーチングクラブアメリカンオークスではイッツトリッキーの3着に終わるが、アラバマステークスでイッツトリッキーを2着に下してG1初勝利を果たす。ベルデイムステークスこそ古馬のハバディグレイスから大きく引き離された2着に敗れたものの、ブリーダーズカップ・レディーズクラシックではイッツトリッキーに2馬身半の差をつけて優勝。ブリーダーズカップ直後の11月8日に行われたキーンランド11月ブリーディングストックセールに現役のまま上場される。開始価格の200万ドルから瞬く間に価格が上昇し、最終的に850万ドル（当時のレートで約6億6300万円）でBesilu Stablesによって落札された。年明けのエクリプス賞最優秀3歳牝馬の選考では248票中243票の支持を集めて選出された。
2012年はサビンステークス2着をステップにドバイワールドカップに出走もモンテロッソの9着に終わる。帰国初戦となったフルールドリスハンデキャップ、帰国2戦目のデラウェアハンデキャップを連勝し、パーソナルエンスンハンデキャップ2着を挟んでベルデイムステークスを9馬身半差で圧勝してから臨んだブリーダーズカップ・レディーズクラシックでは、当時10戦無敗の4歳牝馬オーサムフェザー、6戦無敗の3歳牝馬マイミスオーレリアとの対決を制して1989年・1990年のバヤコア以来となる同レース連覇を達成した。シーズン終了後にはエクリプス賞最優秀古馬牝馬に選出された。
2013年はサビンステークス1着から2年連続でドバイワールドカップに出走したが、アニマルキングダムの10着。帰国後は前年と同じローテーションを歩み、この年からG1に昇格したデラウェアハンデキャップを10馬身3/4差で圧勝。続くパーソナルエンスンハンデキャップも制してG1・6勝目を挙げた。しかし、ベルデイムステークスは3歳馬プリンセスオブシルマーの2着に敗れ、史上初の3連覇を狙ったブリーダーズカップ・ディスタフでも3歳馬ビホルダーの4着に敗れ、世代交代の波に飲まれる形で現役を終えた。シーズン終了後、エクリプス賞最優秀古馬牝馬を前年に続いて受賞した。エクリプス賞の受賞は3歳時から3年連続となった。

## 競走成績
以下の内容は、EQIBASEの情報および記載法に基づく。
| 出走日     | 競馬場                 | 競走名                           | 格 | 距離      | 着順 | 騎手          | 着差      | 1着（2着）馬        |
| ---------- | ---------------------- | -------------------------------- | -- | --------- | ---- | ------------- | --------- | ------------------- |
| 2010.10.30 | ベルモントパーク       | メイドン                         |    | ダ8f      | 1着  | J. レスカーノ | 12馬身    | （Sttus Pending）   |
| 2011.03.12 | タンパベイ             | サンコーストステークス           | BT | ダ8f40yds | 9着  | A. ソリス     | 14馬身3/4 | Wyomia              |
| 0000.04.15 | キーンランド           | アローワンス                     |    | AW8.5f    | 1着  | J. レスカーノ | 3馬身     | （So Much Love      |
| 0000.05.20 | ピムリコ               | ブラックアイドスーザンステークス | G2 | ダ9f      | 1着  | J. レスカーノ | 2馬身1/2  | （Busters Ready）   |
| 0000.07.23 | サラトガ               | CCAオークス                      | G1 | ダ9f      | 3着  | J. レスカーノ | 7馬身1/4  | It's Tricky         |
| 0000.08.20 | サラトガ               | アラバマステークス               | G1 | ダ10f     | 1着  | J. レスカーノ | 5馬身1/2  | （It's Tricky）     |
| 0000.10.01 | ベルモントパーク       | ベルデイムステークス             | G1 | ダ9f      | 2着  | J. レスカーノ | 8馬身1/4  | Havre de Grace      |
| 0000.11.04 | チャーチルダウンズ     | BCレディーズクラシック           | G1 | ダ9f      | 1着  | J. レスカーノ | 2馬身1/2  | It's Tricky         |
| 2012.02.25 | ガルフストリームパーク | サビンステークス                 | G3 | ダ8.5f    | 2着  | J. レスカーノ | 8馬身     | Awesome Maria       |
| 0000.03.31 | メイダン               | ドバイワールドカップ             | G1 | AW10f     | 9着  | J. レスカーノ | 8馬身1/2  | （Monterosso）      |
| 0000.06.16 | チャーチルダウンズ     | フルールドリスハンデキャップ     | G2 | ダ9f      | 1着  | M. スミス     | 8馬身     | （Afleeting Lady）  |
| 0000.07.21 | デラウェアパーク       | デラウェアハンデキャップ         | G2 | ダ10f     | 1着  | M. スミス     | クビ      | （Tiz Miz Sue）     |
| 0000.08.26 | サラトガ               | パーソナルエンスンハンデキャップ | G1 | ダ9f      | 2着  | M. スミス     | 1/2馬身   | Love and Pride      |
| 0000.09.29 | ベルモントパーク       | ベルデイムステークス             | G1 | ダ9f      | 1着  | M. スミス     | 9馬身1/2  | （It's Tricky）     |
| 0000.11.02 | サンタアニタ           | BCレディーズクラシック           | G1 | ダ9f      | 1着  | M. スミス     | 1馬身1/2  | （My Miss Aurelia） |
| 2013.02.17 | ガルフストリームパーク | サビンステークス                 | G3 | ダ8.5f    | 1着  | M. スミス     | 5馬身     | （All for Thee）    |
| 0000.03.30 | メイダン               | ドバイワールドカップ             | G1 | AW10f     | 10着 | M. スミス     | 19馬身1/4 | Animal Kingdom      |
| 0000.06.15 | チャーチルダウンズ     | フルールドリスハンデキャップ     | G2 | ダ9f      | 2着  | M. スミス     | 5馬身     | Funny Proposition   |
| 0000.07.20 | デラウェアパーク       | デラウェアハンデキャップ         | G1 | ダ10f     | 1着  | M. スミス     | 10馬身3/4 | （She's All In）    |
| 0000.08.25 | サラトガ               | パーソナルエンスンハンデキャップ | G1 | ダ9f      | 1着  | M. スミス     | 4馬身1/2  | （Authenticity）    |
| 0000.09.28 | ベルモントパーク       | ベルデイムステークス             | G1 | ダ9f      | 2着  | M. スミス     | 2馬身     | Princess of Sylmar  |
| 0000.11.01 | サンタアニタ           | BCディスタフ                     | G1 | ダ9f      | 4着  | M. スミス     | 8馬身1/4  | Beholder            |

- BT：ブラックタイプ競走

## 引退後
現役引退後はガリレオとの交配のためアイルランドへ渡り、2014年から繁殖生活に入った。しかし、初年度は不受胎、2年目は流産となかなか子宝に恵まれなかった。
2017年、初仔となる父ガリレオの牝馬を出産した直後に合併症によって死亡したことが2月10日に馬主のBesilu Stablesより発表された。

## 血統表
| ロイヤルデルタの血統                            | ロイヤルデルタの血統                                                               | ロイヤルデルタの血統                                                               | （血統表の出典）                                                                   | （血統表の出典） |
| 父系                                            | ミスタープロスペクター系                                                           | ミスタープロスペクター系                                                           | ミスタープロスペクター系                                                           | [ § 2 ]          |
| 父 *エンパイアメーカー Empire Maker 2000 黒鹿毛 | 父の父Unbridled 1987 黒鹿毛                                                        | Fappiano                                                                           | Mr. Prospector                                                                     | Mr. Prospector   |
| 父 *エンパイアメーカー Empire Maker 2000 黒鹿毛 | 父の父Unbridled 1987 黒鹿毛                                                        | Fappiano                                                                           | Killaloe                                                                           |                  |
| 父 *エンパイアメーカー Empire Maker 2000 黒鹿毛 | 父の父Unbridled 1987 黒鹿毛                                                        | Gana Facil                                                                         | Le Fabuleux                                                                        | Le Fabuleux      |
| 父 *エンパイアメーカー Empire Maker 2000 黒鹿毛 | 父の父Unbridled 1987 黒鹿毛                                                        | Gana Facil                                                                         | Charedi                                                                            |                  |
| 父 *エンパイアメーカー Empire Maker 2000 黒鹿毛 | 父の母Toussaud 1989 黒鹿毛                                                         | El Gran Senor                                                                      | Northern Dancer                                                                    | Northern Dancer  |
| 父 *エンパイアメーカー Empire Maker 2000 黒鹿毛 | 父の母Toussaud 1989 黒鹿毛                                                         | El Gran Senor                                                                      | Sex Appeal                                                                         |                  |
| 父 *エンパイアメーカー Empire Maker 2000 黒鹿毛 | 父の母Toussaud 1989 黒鹿毛                                                         | Image of Reality                                                                   | In Reality                                                                         | In Reality       |
| 父 *エンパイアメーカー Empire Maker 2000 黒鹿毛 | 父の母Toussaud 1989 黒鹿毛                                                         | Image of Reality                                                                   | Edee's Image                                                                       |                  |
| 母 Delta Princess 1999 黒鹿毛                   | 母の父A.P. Indy 1989 黒鹿毛                                                        | Seattle Slew                                                                       | Bold Reasoning                                                                     | Bold Reasoning   |
| 母 Delta Princess 1999 黒鹿毛                   | 母の父A.P. Indy 1989 黒鹿毛                                                        | Seattle Slew                                                                       | My Charmer                                                                         |                  |
| 母 Delta Princess 1999 黒鹿毛                   | 母の父A.P. Indy 1989 黒鹿毛                                                        | Weekend Surprise                                                                   | Secretariat                                                                        | Secretariat      |
| 母 Delta Princess 1999 黒鹿毛                   | 母の父A.P. Indy 1989 黒鹿毛                                                        | Weekend Surprise                                                                   | Lassie Dear                                                                        |                  |
| 母 Delta Princess 1999 黒鹿毛                   | 母の母Lyphard's Delta 1990 黒鹿毛                                                  | Lyphard                                                                            | Northern Dancer                                                                    | Northern Dancer  |
| 母 Delta Princess 1999 黒鹿毛                   | 母の母Lyphard's Delta 1990 黒鹿毛                                                  | Lyphard                                                                            | Goofed                                                                             |                  |
| 母 Delta Princess 1999 黒鹿毛                   | 母の母Lyphard's Delta 1990 黒鹿毛                                                  | Proud Delta                                                                        | Delta Judge                                                                        | Delta Judge      |
| 母 Delta Princess 1999 黒鹿毛                   | 母の母Lyphard's Delta 1990 黒鹿毛                                                  | Proud Delta                                                                        | Loving Sister                                                                      |                  |
| 母系(F-No.)                                     | (FN:20-a)                                                                          | (FN:20-a)                                                                          | (FN:20-a)                                                                          | [ § 3 ]          |
| 5代内の近親交配                                 | Northern Dancer 4 × 4 = 12.50%、In Reality 5 × 4 = 9.38%、Buckpasser 5 × 5 = 6.25% | Northern Dancer 4 × 4 = 12.50%、In Reality 5 × 4 = 9.38%、Buckpasser 5 × 5 = 6.25% | Northern Dancer 4 × 4 = 12.50%、In Reality 5 × 4 = 9.38%、Buckpasser 5 × 5 = 6.25% | [ § 4 ]          |
| 出典                                            | 1. 2. 3. 4.                                                                        | 1. 2. 3. 4.                                                                        | 1. 2. 3. 4.                                                                        | 1. 2. 3. 4.      |

- 母Delta Princessは現役時代にアメリカ合衆国で重賞3勝を含む11勝を挙げている[12]。
- 2代母Lyphard's Deltaは1993年の英G2ナッソーステークスの勝ち馬[13]。
- 3代母Proud Deltaは1976年の米G1ベルデイムステークス、トップフライトハンデキャップの勝ち馬[14]。